# Big Five Marathon
The Big Five Marathon er et maratonløb, der foregår på savannen i Sydafrika. Løbet er navngivet efter de fem mest berømte afrikanske dyr, kaldt "The Big Five": løve, leopard, elefant, næsehorn og bøffel. Ruten går gennem det private Entabeni vildtreservat i Limpopo-provinsen, der ligger mellem Johannesburg og Krüger National Park i det nordlige Sydafrika. 
Maratonløbet er usædvanligt på grund af dets omgivelser og det storvildt, som bebor dem – løbet kan siges at være en slags safari med firehjulstrækkerne skiftet ud med løbesko. Sværhedsgraden anses som høj; selv om løbet foregår om vinteren, er solen alt andet end mild på den åbne sydafrikanske savanne, hvor skygge er en ofte savnet sjældenhed. Derudover er der en del stigninger på ruten. 
The Big Five Marathon foregik for første gang i 2005, og er blevet afholdt hvert år siden. 
I 2007 blev løbet afholdt den 30. juni. Løbet blev blandt både mændene og kvinderne vundet af sydafrikanere: Jerry Spears var den hurtigste med tiden 3:18:13 og 24 minutter til andenpladsen. Lynn Biesheuvel var først blandt kvinderne og nr. 5 i det samlede felt med 4:17:31.
I 2008 foregik Big Five Marathon d. 28. juni. Vinderen blev sydafrikaneren Hylton Dunn på 28 år. Han kom i mål efter 3 timer, 55 minutter og 6 sekunder. Den hurtigste kvinde i feltet var 32-årige Heather White fra Canada med tiden 4:42:42. Løbet har også en halvmaratondistance, blev vundet af Wihan Swanepoel (1:53:18) og sidste maratonvinder Lynn Biesheuvel (2:03:48), begge fra Sydafrika.
The Big Five Marathon 2009 blev afholdt den 20. juni 2009, og vinderne blev australske Richelle Turner (4:43:06) og hos mændene, ligesom sidste år, Hylton Dunn der kappede hele 25 minutter af sin tid fra sidste år og endte på 3:30:06. Hos halvmaratonløberne var den mandlige vinder også en genganger fra sidste år, nemlig sydafrikanske Wihan Swanepoel (1:44:20), mens hurtigste kvinde var Kim Laxton (1:44:20), også fra Sydafrika. I alt formåede 115 løbere fra hele verden at krydse mållinjen i det udfordrende løb.
The Big Five Marathon 2010 afholdes lørdag den 5. juni 2010.

## Eksterne link
- Big Five Marathon's hjemmeside

1. ↑  Team Easy Run, maratonberetninger Arkiveret 16. juli 2007 hos  Wayback Machine